# Jean Gaudin (peintre)
Jean Denis Joseph Gaudin, né le 27 octobre 1901 à Rognes (Bouches-du-Rhône) et mort le 21 mars 1983 à Douai (Nord), est un peintre français, figure du milieu artistique douaisien de l’après-guerre. Il est à distinguer de son homonyme Jean Auguste Gaudin.

## Biographie
Originaire de Provence, Jean Gaudin s’installe à Paris, d’abord à Courbevoie-Sèvres, puis à Clichy. Élève de l’École des arts et métiers, il exerce le métier de comptable. Le 23 octobre 1934, il épouse Laure Bajole.
Après la Seconde Guerre mondiale, en 1945, il s’établit à Douai. L’année suivante, il suit des cours de dessin et de peinture à l’École des beaux-arts de la ville et ouvre un petit atelier rue Pont-des-Pierres. Sa première exposition a lieu le 3 mars 1951 à la galerie Lambert (4 rue des Minimes, Douai) aux côtés de Guy Amëye et René Henri.
En 1952-1953, à l’initiative d’André Lemoine, il participe à la fondation du groupe Les Artistes Douaisiens avec Jacques Potier, Jean Van de Vyver, Guy Amëye et d’autres peintres. L’association organise une exposition annuelle à l’atelier Duhem, où Jean Gaudin présente ses œuvres jusqu’en 1978. Il expose également dans diverses villes du Nord–Pas-de-Calais (Hénin-Liétard, Lille, Béthune, Lens), à Tournai et à Paris. 
En 1953, il prend part au Salon des Provinces françaises à Arras.
En 1957, il participe au salon de la Société nationale des beaux-arts (SNBA) à Paris. 
Sa première exposition personnelle se tient du 28 mars 1959 au 6 avril 1959 à la galerie Cross (Douai), avec vingt-huit tableaux présentés.
En novembre 1969, il reçoit le Grand Prix de La Voix du Nord.

## Œuvre et style
Le travail de Jean Gaudin s’inscrit dans une esthétique proche du cubisme et de l’impressionnisme. Il revendique l’influence de Paul Cézanne, Maurice de Vlaminck, Georges Braque et Pablo Picasso, ainsi que d’artistes tels que Chardin et Georges de La Tour.

Il déclare :

« Le travail repose sur la recherche permanente de la vérité. Je ne cherche ni à plaire, ni à flatter. Je peins selon mes propres sentiments, avec une totale liberté d’esprit. »

Ses thèmes favoris incluent paysages urbains ou industriels, natures mortes, portraits et nus.  Il fréquente et expose aux côtés d’artistes tels que Guy Amëye, Marc Corbeau, Raymond Tellier, Georges Delplanque, Robert Bouquillon, Daniel Huet et Marcel Gromaire.

### Citations de l’artiste
« La tristesse et la luminosité particulière de la région trouvent à mes yeux beaucoup d’attraits. Mes paysages du Nord, austères et dépouillés, je les travaille en exprimant l’essentiel des choses. Mais j’ai l’impression qu’en peignant de cette façon, je suis moins compris du grand public. »
— Nord-Matin, 1960
« J’ai peint beaucoup de natures mortes pour apprendre les rudiments du métier. Mais il faut, pour vraiment être un peintre, créer quelque chose en l’interprétant le plus possible. Très jeune, j’aimais les impressionnistes. Maintenant, les primitifs flamands me séduisent beaucoup. Chardin m’attire surtout dans ses “natures mortes sans prétention”, et La Tour pour ses éclairages étranges. »
— Nord-Matin, 1960
« J’essaie de composer quelque chose qui ne soit pas le miroir de la réalité, mais, au contraire, une transposition dans laquelle s’exprime ce que je ressens. »
— Nord-Matin, 7 février 1969, p. 4

### Appréciations critiques
« Jean Gaudin nous séduit par son goût de la recherche. C’est une peinture solide, vivante. Il aboutit, à force de travail, à une simplicité des lignes, un équilibre des masses fort agréable. »
— La Voix du Nord, 30 mai 1957, p. 21
« Il a trop la passion de la recherche, le souci de perfectionner, le secret désir d’atteindre les plus hauts sommets de l’art. Mécontent de sa couleur, il la triture ; mécontent de la ligne qu’il vient de tracer, il la déforme ; mécontent d’un équilibre de masses, il le renverse… Rien n’est laissé au hasard, à la fantaisie. Tout est fortement structuré ; les masses de couleurs s’affrontent, les volumes gagnent en relief… »
— La Voix du Nord, 28 mars 1959